# Little Mountain, South Carolina
Little Mountain är en ort i Newberry County i delstaten South Carolina, USA.